# Rhodamine WT
Rhodamine WT is de triviale naam voor dinatrium-4-[3-(di-ethylamino)-6-di-ethylazaniumylideenxanthen-9-yl]benzeen-1,3-dicarboxylaatchloride, een organische natriumverbinding met als brutoformule C29H29ClN2Na2O5. De stof komt voor als een donkerrood tot paars poeder dat goed oplosbaar is in water. Het behoort tot de rhodamines, een groep van fluorescerende kleurstoffen.